# Landtagswahl in Schleswig-Holstein 2005
- SPD: 29
- Grüne: 4
- SSW: 2
- FDP: 4
- CDU: 30

- Regierung: 59
- Opposition: 10

Die Wahl zum 16. Schleswig-Holsteinischen Landtag fand am 20. Februar 2005 statt und führte zu einer Abwahl der bis dahin regierenden rot-grünen Koalition. Deutlichen Verlusten der SPD standen entsprechende Gewinne der oppositionellen CDU gegenüber, während die Veränderungen bei den anderen Parteien marginal blieben. SPD, Grüne und SSW verfügten im Landtag über eine knappe Mehrheit und vereinbarten eine Koalition, die aber in vier Abstimmungen keine Mehrheit im Landtag erreichte. Daraufhin traten SPD und CDU in Verhandlungen ein und verständigten sich schließlich auf eine Große Koalition unter Führung der CDU, die aus der Wahl als stärkste Partei hervorgegangen war. Für die bisherige Ministerpräsidentin Heide Simonis bedeutete dies das abrupte Ende ihrer politischen Karriere.

## Spitzenkandidaten der Landtagsparteien
Für die CDU trat Peter Harry Carstensen als Spitzenkandidat an, die SPD führte die bisherige Ministerpräsidentin Heide Simonis, an. Spitzenkandidat der FDP Schleswig-Holstein war Wolfgang Kubicki. Die Grünen zogen mit Anne Lütkes in den Wahlkampf. Spitzenkandidatin des SSW war Anke Spoorendonk.

## Zur Wahl zugelassene Parteien
Folgende Parteien wurden zur Wahl zugelassen:
- Christlich Demokratische Union Deutschlands
- Sozialdemokratische Partei Deutschlands
- Bündnis 90/Die Grünen
- Freie Demokratische Partei
- Südschleswigscher Wählerverband
- Partei des Demokratischen Sozialismus
- Nationaldemokratische Partei Deutschlands
- Deutsche Kommunistische Partei
- Deutsche Seniorenpartei, die Generationenverbindende
- Die Grauen – Graue Panther
- Familien-Partei Deutschlands
- Partei Bibeltreuer Christen
- Partei Rechtsstaatlicher Offensive

## Ausgangssituation
Heide Simonis war seit Mai 1993 Ministerpräsidentin von Schleswig-Holstein. Zuletzt wurde sie nach der Landtagswahl 2000, bei welcher die SPD mit 43,1 % erneut stärkste Kraft wurde, als Regierungschefin wiedergewählt, wobei sie seit 1996 in einer Koalition mit Bündnis 90/Die Grünen regierte. 
Im Jahr 1998 war beschlossen worden, dass die Landtagswahlen in Schleswig-Holstein nur noch alle fünf Jahre durchgeführt werden sollten, worauf der Landeswahlleiter die Neuwahlen zum 20. Februar 2005 ansetzte.

## Wahlsystem
In Schleswig-Holstein gilt ein personalisiertes Verhältniswahlrecht. Von den 69 Sitzen werden 40 als Direktmandate vergeben. Dazu kommen gegebenenfalls Überhang- und Ausgleichsmandate. Die genaue Zahl der Ausgleichsmandate ist wegen einer nicht eindeutigen Formulierung im Wahlgesetz umstritten.

## Ergebnis

Erststimmenmehrheiten in den Wahlkreisen

| Listen                        | Listen            | Erststimmen | Erststimmen | Erststimmen | Erststimmen | Zweitstimmen | Zweitstimmen | Zweitstimmen | Zweitstimmen | Mandate | Mandate |
| Listen                        | Listen            | Stimmen     | %           | +/-         | Mandate     | Stimmen      | %            | +/-          | Mandate      | Anzahl  | +/-     |
| ----------------------------- | ----------------- | ----------- | ----------- | ----------- | ----------- | ------------ | ------------ | ------------ | ------------ | ------- | ------- |
|                               | CDU               | 614.028     | 43,4        | +4,3        | 25          | 576.095      | 40,2         | +5,0         | 5            | 30      | –3      |
|                               | SPD               | 581.242     | 41,1        | –6,5        | 15          | 554.879      | 38,7         | –4,4         | 14           | 29      | –12     |
|                               | FDP               | 87.922      | 6,2         | +0,8        | –           | 94.935       | 6,6          | –1,0         | 4            | 4       | –3      |
|                               | GRÜNE             | 76.831      | 5,4         | +1,1        | –           | 89.387       | 6,2          | ±0,0         | 4            | 4       | –1      |
|                               | SSW               | 37.246      | 2,6         | +0,1        | –           | 51.920       | 3,6          | –0,5         | 2            | 2       | –1      |
|                               | NPD               | 4.486       | 0,3         | +0,2        | –           | 27.676       | 1,9          | +0,9         | –            | –       | –       |
|                               | FAMILIE           | –           | –           | N/A         | –           | 11.802       | 0,8          | N/A          | –            | –       | –       |
|                               | PDS               | 6.826       | 0,5         | +0,2        | –           | 11.392       | 0,8          | –0,6         | –            | –       | –       |
|                               | Graue             | –           | –           | N/A         | –           | 7.536        | 0,5          | +0,3         | –            | –       | –       |
|                               | DSP               | 2.777       | 0,2         | N/A         | –           | 3.485        | 0,2          | N/A          | –            | –       | –       |
|                               | PBC               | –           | –           | –0,1        | –           | 2.930        | 0,2          | ±0,0         | –            | –       | –       |
|                               | Offensive D       | –           | –           | N/A         | –           | 1.489        | 0,1          | +0,1         | –            | –       | –       |
|                               | DKP               | –           | –           | –0,1        | –           | 1.279        | 0,1          | +0,1         | –            | –       | –       |
|                               | 7 Einzelbewerber  | 2.103       | 0,1         | +0,1        | –           | –            | –            | –            | –            | –       | –       |
| Gesamt                        | Gesamt            | 1.413.461   | 100         |             | 40          | 1.434.805    | 100          |              | 29           | 69      | –20     |
|                               |                   |             |             |             |             |              |              |              |              |         |         |
| Ungültige Stimmen             | Ungültige Stimmen | 41.633      | 2,9         | +0,5        |             | 20.289       | 1,4          | ±0,0         |              |         |         |
| Wähler                        | Wähler            | 1.455.094   | 66,5        | –3,0        |             | 1.455.094    | 66,5         | –3,0         |              |         |         |
| Wahlberechtigte               | Wahlberechtigte   | 2.186.620   |             |             |             | 2.186.620    |              |              |              |         |         |
|                               |                   |             |             |             |             |              |              |              |              |         |         |
| Quelle: Statistischer Bericht |                   |             |             |             |             |              |              |              |              |         |         |

## Regierungsbildung
| Koalitionsoption                 | Sitze |
| -------------------------------- | ----- |
| Sitze gesamt                     | 69    |
| Absolute Mehrheit (ab 35 Sitzen) |       |
| CDU, SPD                         | 59    |
| SPD, Grüne, SSW                  | 35    |

Nach der Landtagswahl am 20. Februar 2005 erhielt die CDU 30, die SPD 29, die FDP 4, Bündnis 90/Die Grünen ebenfalls 4 und der Südschleswigsche Wählerverband (SSW) 2 Sitze im Landtag Schleswig-Holstein, mithin hatten CDU und FDP 34 Stimmen und damit eine Stimme weniger als die absolute Mehrheit. Während die CDU die SPD aufforderte, in Verhandlungen über eine Große Koalition einzutreten, begannen die Sozialdemokraten Koalitionsgespräche mit den Grünen. Der Koalitionsvertrag von SPD und Grünen wurde am 15. März 2005 von Sonderparteitagen der beiden Parteien bestätigt, der SSW stimmte zu, diese rot-grüne Koalition zu tolerieren. Das Votum bei der SPD war einstimmig, bei den Grünen gab es zwei Enthaltungen.
Bei der Wahl des Ministerpräsidenten von Schleswig-Holstein am 17. März 2005 kandidierten Heide Simonis, und der Vorsitzende der CDU-Fraktion, Peter Harry Carstensen. In vier Wahlgängen erhielt keiner der beiden Kandidaten eine Mehrheit. Der Landtag musste sich vertagen, ohne einen Ministerpräsidenten zu wählen. Sechs Wochen später, am 27. April 2005, wurde Carstensen schließlich zum Ministerpräsidenten einer Großen Koalition gewählt. Die Verhandlungen zur großen Koalition dauerten vom 4. bis 16. April, und am 23. April stimmten die Parteitage beider Parteien für den Koalitionsvertrag.